# Bavarois (pâtisserie)
Pour les articles homonymes, voir Bavarois (homonymie).
Ne doit pas être confondu avec Bavaroise (boisson).
Le bavarois est un entremets pour lequel de la crème bavaroise (crème dérivée de la crème anglaise à laquelle on a ajouté de la crème fouettée et de la gélatine) est versée dans un moule et démoulée après prise. Il peut être aromatisé, en particulier avec une mousse de fruits. Il appartient à la famille des crèmes.

## Origines
Son origine est incertaine : il pourrait s'agir d'une création de Marie Antoine Carême ou d'un chef antérieur. Le nom a pu être donné en hommage à un prince bavarois. Certaines sources mentionnent la visite d'un membre de la famille maison de Wittelsbach en France, un chef français aurait alors inventé cette recette pour la cérémonie et donné le nom de bavarois en hommage à cet invité,.

## Variations
Marie-Antoine Carême, dans Le Cuisinier parisien, ou l'art de la cuisine française au dix-neuvième siècle (d) , décrit une préparation à base de crème, de sucre et de colle de poisson sous le nom de « fromage bavarois ». Il en donne plusieurs variations (aux noix, au café, aux fruits, etc.) Dans Le Pâtissier national parisien (d) , la section sur les charlottes mentionne le fromage bavarois parmi les préparations qui peuvent être versées dans un moule chemisé de biscuits.
Auguste Escoffier, dans Le Guide culinaire, parle simplement du « bavarois » en tant qu'entremets froid. Il en donne deux versions, le bavarois à la crème (dont la base est une crème anglaise, et qui contient donc des œufs) et le bavarois au sirop (qu'il indique comme plus adapté pour les bavarois aux fruits).